# Noszvaj, Heves
Noszvaj  este un sat în districtul Eger, județul Heves, Ungaria, având o populație de 1.853 de locuitori (2011). 

## Demografie
Componența etnică a satului Noszvaj
     Maghiari (95,56%)
     Romi (1,6%)
     Necunoscut (1,36%)
     Alții (1,48%)
Componența confesională a satului Noszvaj
     Reformați (41,82%)
     Romano-catolici (19,91%)
     Fără religie (7,34%)
     Necunoscută (29,57%)
     Alte religii (3,45%)
Conform recensământului din 2011, satul Noszvaj avea 1.853 de locuitori. Din punct de vedere etnic, majoritatea locuitorilor (95,56%) erau maghiari, cu o minoritate de romi (1,6%). Apartenența etnică nu este cunoscută în cazul a 1,36% din locuitori. Nu există o religie majoritară, locuitorii fiind reformați (41,82%), romano-catolici (19,91%) și persoane fără religie (7,34%). Pentru 29,57% din locuitori nu este cunoscută apartenența confesională.